# Радош Бојовић
Радош Бојовић (Чичкова, код Ариља, 1919 — Тјентиште, 31. мај 1943) био је учесник Народноослободилачке борбе и народни херој Југославије.

## Биографија
Рођен 1919. године у селу Чичкова, код Ариља. Потиче из сиромашне сељачке породице. После завршене основне школе, остао је на селу и бавио се земљорадњом.
Почетком устанка у Србији, јула 1941. ступио је у Ариљску партизанску чету, која је била у саставу Ужичког партизанског одреда. Учествовао је у свим борбама које је чета водила до повлачења у Санџак, крајем 1941. године. Новембра 1941. примљен је у чланство Савеза комунистичке омладине Југославије (СКОЈ), а потом и у чланство Комунистичке партије Југославије (КПЈ).
Истицао се у многим борбама, посебно јануара 1942, када су бројно надмоћније четничке снаге напале Ариљску партизанску чету на реци Увцу, код Павловића моста. Радош је тада, са својим пушкомитраљезом допринео да непријатељ не оствари своју намеру, већ да претрпи осетне губитке.
Формирањем Друге пролетерске ударне бригаде, 1. марта 1942. у Чајничу, постао је борац у Другој чети Првог батаљона. Заједно са бригадом прошао је многе борбе, а посебно се истакао на Мањачи, септембра 1942. када је зауставио јак непријатељски напад, који је изненадио чету. Сличан подвиг поновио је и приликом другог ослобођења Ливна, крајем 1942. када је се пушкомитраљезом, својим друговима штитио пролаз преко брисаног простора.
Погинуо је 31. маја 1943. на планини Кошур изнад Тјентишког Поља, у борби са Немцима, за време битке на Сутјесци.
Указом председника ФНР Југославије Јосипа Броза Тита, 7. јула 1953. године, проглашен је за народног хероја.
Његово родно село Чичкова, у знак сећања на Радоша, променило је име у Радошево.